# Karl Heidenblut
Karl Heidenblut (* 25. Juni 1906 in Essen; † 9. Juli 1987 in Salzgitter) war ein deutscher Politiker (CDU).

## Leben und Beruf
Heidenblut besuchte die Volksschule und absolvierte im Anschluss eine Berufsausbildung als Modelltischler. Durch den Besuch von Abendkursen und -schulen machte er eine Fortbildung und wurde Abteilungsleiter als REFA-Ingenieur.
Bereits seit dem vierzehnten Lebensjahr war er Mitglied der Christlichen Gewerkschaft. Er wurde  Mitglied des Stadtrates von Salzgitter und wurde hier 1947 Vorsitzender der CDU-Fraktion.

## Politik
Heidenblut war Mitglied der CDU und gehörte dem Stadtrat von Salzgitter an. Ab 1947 war er Vorsitzender der dortigen CDU-Stadtratsfraktion.
Dem Niedersächsischen Landtag gehörte Heidenblut von 1955 bis 1974 an. Vom 26. Januar 1965 bis zum 20. Juni 1970 war er stellvertretender Vorsitzender der CDU-Fraktion. Zudem war er vom 26. September 1955 bis zum 10. April 1958 Vorsitzender des Zonengrenzausschusses. Als Vorsitzender des Unterausschusses „Prüfung der Haushaltsrechnungen“ des Ausschusses für Haushalt und Finanzen war er zwischen dem 23. Oktober 1963 und dem 5. Juni 1967 sowie zwischen dem 15. April 1971 bis zum 20. Juni 1974 tätig. Der Landtag wählte ihn 1964 zum Mitglied der vierten Bundesversammlung, die Heinrich Lübke als Bundespräsident wiederwählte.

## Ehrungen
Inhaber des Großen Verdienstkreuzes des Verdienstordens der Bundesrepublik Deutschland. Seit 1977 Ehrenbürger der Stadt Salzgitter.

## Quelle
- Barbara Simon: Abgeordnete in Niedersachsen 1946–1994. Biographisches Handbuch. Hrsg. vom Präsidenten des Niedersächsischen Landtages. Niedersächsischer Landtag, Hannover 1996, S. 147.